# الاعتداء الجنسي الجماعي في مصر
وثقت حالات الاعتداءات الجنسية الجماعية على النساء في الأماكن العامة في مصر منذ عام 2005، عندما وُجهت اتهامات لقوات الأمن المصرية ووكلائها باستخدام هذه الاعتداءات كسلاح ضد المتظاهرات خلال مظاهرة سياسية في ميدان التحرير بالقاهرة في 25 مايو. انتشر هذا السلوك لاحقًا، وبحلول عام 2012، أصبحت الاعتداءات الجنسية من قبل حشود من الشباب مشهداً شائعًا في الاحتجاجات والمهرجانات في مصر.
في هذه الاعتداءات، يقوم المهاجمون بتطويق المرأة بينما يعمل رجال آخرون على منع أي تدخل من المنقذين. وغالبًا ما يدعي المهاجمون أنهم يحاولون مساعدة النساء، مما يزيد من الارتباك. أفادت النساء بتعرضهن للتحرش الجسدي، والتجريد من الملابس، والضرب، والعض، وحتى الاغتصاب. وقد وصفت هذه الهجمات بأنها "دائرة الجحيم".
يعتقد المعلقون أن هذه الاعتداءات تعكس موقفًا مجتمعيًا معاديًا للنساء في مصر، حيث يُعاقب النساء على خروجهن إلى الفضاء العام، ويهدف العنف الجنسي إلى ترويعهن وإبعادهن عن الحياة العامة. كما يُنظر إلى العنف الجنسي على أنه وصمة عار على الضحية بدلًا من الجاني. وقد تم استخدام التحرش الجنسي كسلاح ضد المتظاهرات منذ عام 2005، واستمر ذلك بشكل خاص منذ يوليو 2012.

## خلفية
لم يكن التحرش الجنسي موضوعًا للنقاش في مصر قبل عام 2006. سعى المركز المصري لحقوق المرأة إلى لفت الانتباه إليه، لكن استجابة الجمهور كانت أنه فكرة أمريكية تم تطبيقها بشكل خاطئ على المجتمع المصري.
تم توثيق الاعتداء الجنسي الجماعي لأول مرة خلال الاستفتاء على الدستور المصري في 25 مايو 2005، فيما أصبح يُعرف باسم "الأربعاء الأسود"، عندما تعرضت المتظاهرات للاعتداء الجنسي من قبل مجموعة من العملاء المحرضين، حيث وصلت مجموعات من الرجال بالحافلات، بينما شاهدت الشرطة دون أن تتدخل.
اكتسبت القضية مزيدًا من النقاش بعد عطلة عيد الفطر في عام 2006، عندما قام حشد من الشبان الذين مُنعوا من دخول دار سينما في القاهرة في 24 أكتوبر باعتداء جنسي جماعي على النساء في شارع طلعت حرب استمر لمدة خمس ساعات. وورد أن الشرطة لم تفعل شيئًا لوقف ذلك، رغم أن العديد من المارة حاولوا مساعدة النساء.
اكتسبت الهجمات شهرة خارج مصر في فبراير 2011 عندما تعرضت لارا لوجان، مراسلة شبكة CBS الأمريكية، لاعتداء جنسي من قبل مئات الرجال في ميدان التحرير بالقاهرة، أثناء تغطيتها للثورة المصرية عام 2011. وبحلول عام 2012، وفقًا لصحيفة الأخبار، أصبحت هذه الهجمات "سمة بارزة" في المهرجانات الدينية في مصر.

## الوصف

### الهجمات
وصفت منظمة العفو الدولية سلسلة من الهجمات التي وقعت في 25 يناير 2013 ضد المتظاهرين في محيط ميدان التحرير. قال ضحايا هذه الهجمات إنها استمرت عادة من بضع دقائق إلى أكثر من ساعة، وكان المهاجمون في الغالب في العشرينات والثلاثينات من أعمارهم. تراوحت أعمار الضحايا بين 7 و70 عامًا.
في وصفهن لهذه الهجمات في ميدان التحرير، قالت النساء إنهن غالبًا ما كن يُفصلن عن أصدقائهن بسبب الحشود أو كن بمفردهن، ليتم تطويقهن من قبل مجموعة كبيرة من الرجال الذين يتحرشون بأجسادهن، بما في ذلك صدورهن وأعضائهن التناسلية ومؤخراتهن. كانت هناك محاولات لتمزيق أو سحب ملابسهن، وكانت أجسادهن تُسحب في اتجاهات مختلفة بينما كان الرجال يزحفون بهن عبر الحشود. كانت النساء تبلّغن عن التعرض للإيلاج الإصبعي في المهبل والشرج. استخدم المهاجمون العصي والسكاكين والشفرات، وفي العديد من الحالات تم إدخال أدوات حادة في مهبل الضحايا.
وصفت إحدى الطالبات المتظاهرات كيف شكل مجموعة من الرجال حلقة حولها في ميدان التحرير في 25 يناير 2013.
| الاعتداء الجنسي الجماعي في مصر | آخر ما سمعته كان "لا تقلقي"، تلاه صراخ... في البداية حاولوا سحب حقيبتي من يدي، ثم شعرت بأيدي تنتشر على جسدي من كل جانب، وهم يمزقون بنطالي وجاكتي الطويل، ويحاولون فتح المشابك... قاموا بسحب بنطالي وملابسي الداخلية لأسفل، لكنهم لم يستطيعوا إنزالها بالكامل لأنني كنت أرتدي أحذية لم يتمكنوا من خلعها... شعرت بأيدي تلمسني من جميع الاتجاهات، وتم تحريكي تقريبًا داخل الدائرة وكأنني محمولة، بينما استمر الناس في تكرار قولهم: "لا تقلقي." كانوا يقولون ذلك أثناء تعرضي لهذا الانتهاك... | الاعتداء الجنسي الجماعي في مصر |

يدعي المعتدون بانتظام أنهم يساعدون النساء بينما هم في الواقع يهاجمونهن، مما يزيد من تعقيد الأمور على المنقذين ويترك النساء في حالة من الارتباك حيال من يمكنهن الوثوق بهم. ذكرت النساء أنهن سمعن المعتدين يقولون: "لا تخافي؛ أنا هنا لحمايتك"، أو "أنتِ مثل أختي، لا تخافي". كما يجد الأشخاص الذين يحاولون المساعدة بصدق أنفسهم يتعرضون للضرب والاعتداء الجنسي أيضًا.
تقوم مجموعات المتطوعين في القاهرة، مثل OpAntiSH (عملية مكافحة التحرش الجنسي)، بتنظيم "فرق استخراج" تدخل إلى الحشود مرتدية ملابس محشوة وخوذات وقفازات، لإخراج النساء. كما تحمل فرق أخرى تابعة لـ OpAntiSH ملابس احتياطية ومستلزمات طبية، وتدير خطًا ساخنًا لتوجيه فرق الاستخراج إلى المواقع المناسبة، بالإضافة إلى تقديم المشورة والمساعدة القانونية والطبية. تم استدعاؤهم إلى 19 حادثة في يوم 25 يناير 2013 وحده، وتمكنوا من الاستجابة لـ 15 منها.
وصف المنقذون كيف أقام المعتدون أكشاك شاي مؤقتة داخل الحشود؛ في إحدى الحالات، تم إلقاء الماء المغلي من كشك شاي على المنقذين الذين شكلوا حلقة واقية حول امرأة. خلال هجوم في القاهرة عام 2013، سمح المهاجمون لسيارة إسعاف بمغادرة المكان مع الضحية فقط عندما أخبرهم السائق أنها قد فارقت الحياة.

### الأسباب
تشير ماريز تادرس من معهد دراسات التنمية إلى أن الاعتداء الجنسي "الاجتماعي" - أي غير المدفوع سياسيًا - في مصر هو نتيجة لدوافع متنوعة، مثل الرغبة في المتعة، والهيمنة على النساء، والشعور بالحرمان الجنسي المتصور نتيجة التكاليف المالية المرتفعة للزواج. من جهتها، تلقي الصحافية شيرين الفقي، مؤلفة كتاب "الجنس والقلعة" (2013)، باللوم على البطالة، ووسائل التواصل الاجتماعي، و"انهيار رقابة الأسرة" بسبب انشغال الآباء بالعمل.

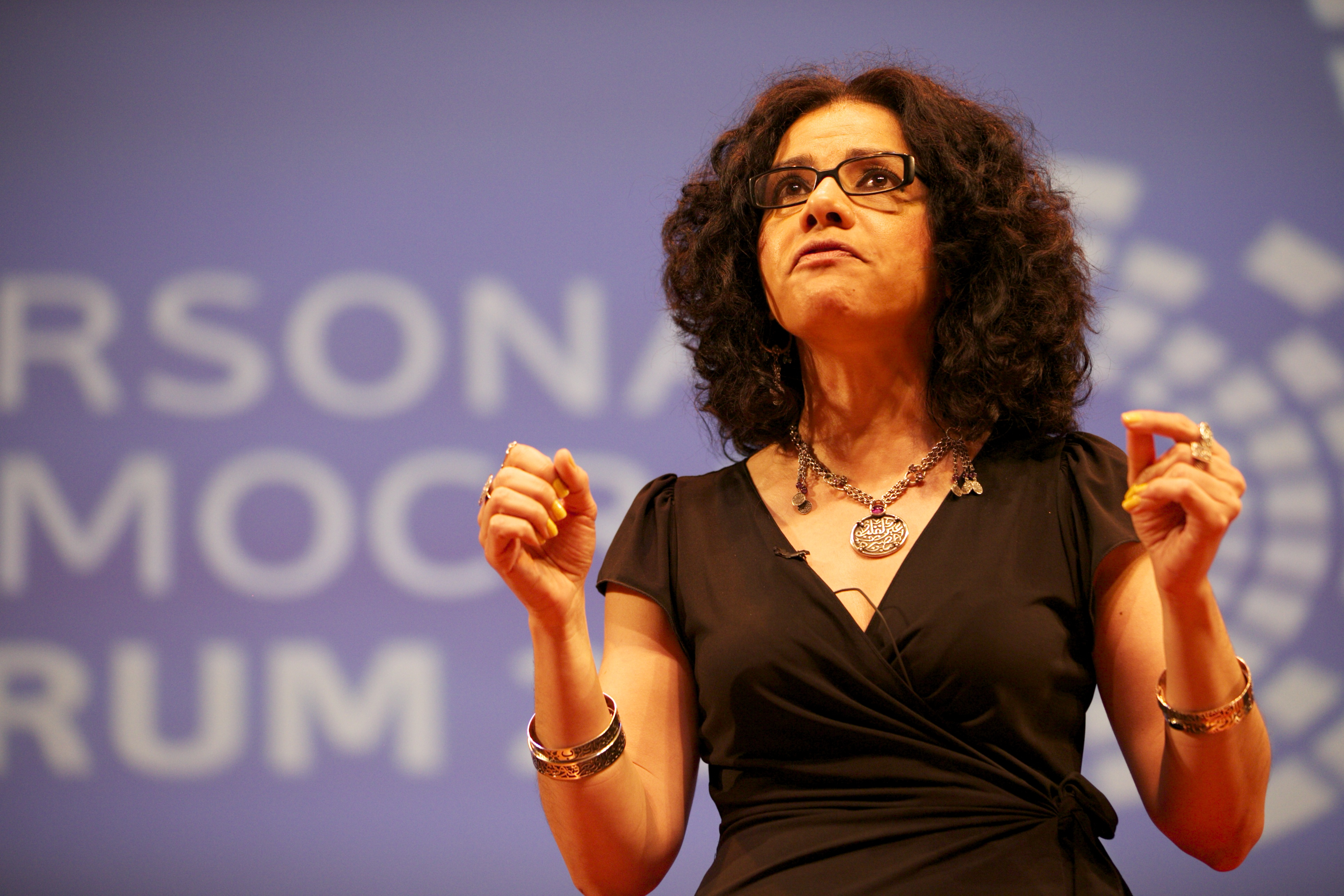
الصحفية المصرية منى الطحاوي التي تعرضت للهجوم في القاهرة في نوفمبر 2011

في إحدى الدراسات، ألقى 60% من النساء الأكثر تعليمًا في مصر اللوم على الضحايا في حالات التحرش الجنسي العام، موجهات اللوم إلى الملابس "الاستفزازية"، وهو ما وافقت عليه 75% من النساء الأقل تعليمًا.
وفي استطلاع أجرته الأمم المتحدة عام 2013، أفادت 75.7% من النساء اللواتي تعرضن للتحرش الجنسي بأن ذلك حدث أثناء ارتدائهن ملابس محافظة ودون استخدام المكياج. وعند سؤالهن عن الأسباب، أشارت النساء إلى "البرامج الإباحية الأجنبية" (97.2%)، و"عدم الالتزام بالمبادئ الدينية" (95.5%)، و"عدم التزام الفتيات بالقيم الدينية المتعلقة بالمظهر" (94.3%). أما الرجال المشاركون في الاستطلاع، فقد أشاروا إلى "ارتداء الملابس الضيقة" (96.3%) و"عدم التزام النساء بالأخلاق الدينية فيما يتعلق بمظهرهن" (97.5%).
تعتبر نهاد أبو القمصان، رئيسة المركز المصري لحقوق المرأة، أن التحرش الجنسي هو نتيجة للقمع السياسي والاقتصادي في البلاد، حيث يوجه الرجال "غضبهم إلى من هم أدنى منهم في التسلسل الهرمي الأبوي".
من جهة أخرى، يرى حسين الشافعي من مبادرة "أوب أنتي إس إتش" (OpAntiSH) أن هذه الاعتداءات تشبه "قنبلة غاز مسيل للدموع" تهدف إلى إبعاد النساء عن الشوارع، مشيرًا إلى أن هذه الأفعال ليست ذات طبيعة جنسية بل تنبع من شعور بالاستحقاق، إذ يقول:
| الاعتداء الجنسي الجماعي في مصر | يسود في المجتمع موقف عام من الاستحقاق الجنسي، حيث يُعتقد أن أجساد النساء في سياق المظاهرات هي أراضٍ مفتوحة للهجمات الجنسية. هذا الموقف يظهر في معظم الشهادات التي تذكر مئات الأيدي التي تمارس الاعتداءات الجنسية ضد النساء بإصرار، بينما يشاهد مئات آخرون الهجمات الوحشية، وبعضهم يبتسم حتى. هذا الواقع يكشف عن التحدي الكبير الذي نواجهه، حيث أصبحت الدولة والمجتمع قد استوعبا العنف الجنسي ضد النساء كجزء من القانون السائد في البلاد. | الاعتداء الجنسي الجماعي في مصر |

### الانتشار
وفقًا لاستطلاع أجراه المركز المصري لحقوق المرأة في عام 2008، أفادت 83% من النساء المصريات و98% من النساء الأجنبيات بأنهن تعرضن للتحرش الجنسي أثناء تواجدهن في مصر. كما كشفت دراسة أجرتها هيئة الأمم المتحدة للمرأة في مصر في عام 2013 أن 99.3% من النساء المشاركات في الاستطلاع أكدن تعرضهن للتحرش الجنسي.
في عام 2008، صدر أول حكم بالسجن في مصر بتهمة التحرش الجنسي، بعد أن تحرش رجل بامرأة في الشارع من سيارته. ومن ثم، تناول فيلمان قضية الاعتداء الجنسي في السينما؛ الأول هو "شهرزاد، احكي لي قصة" (يسري نصر الله، 2009)، والثاني "678" (محمد دياب، 2010).
شهدت حالات الاعتداء الجنسي الجماعي زيادة كبيرة بعد سقوط حسني مبارك في 11 فبراير 2011، مع نهاية ثورة 2011، وخاصة خلال الاحتجاجات في ميدان التحرير والمهرجانات الدينية.
وفقًا للباحثة سيرينا هولماير تايلور وزملائها من كلية فليتشر للقانون والدبلوماسية، شهدت الثورة انخفاضًا في شكاوى التحرش الجنسي. فقد أشاروا إلى خريطة التحرش (HARASSmap)، التي تسمح بتقديم بلاغات عن التحرش عبر خدمة رسم خرائط تفاعلية. تم تلقي 82 بلاغًا عن تحرش جنسي بين 7 و25 يناير 2011 مقارنةً مع ثمانية بلاغات فقط بين 25 يناير، اليوم الأول للإحتجاجات، و11 فبراير (تاريخ تنحي مبارك). يصف تايلور وزملاؤه هذه الفترة بـ"اللحظة الانتقالية" لمصر، معتمدين على فكرة الأنثروبولوجي فيكتور تيرنر بأن الأفراد يتحررون من "نصهم الثقافي" خلال الاضطرابات السياسية. خلال تلك الأيام الـ18، قال أحد المتظاهرين إن الرجال تناسوا خلافاتهم مع النساء، وأصبح الجميع مصريين فقط.
بعد سقوط مبارك، تصاعدت حوادث التحرش الجنسي بسرعة. ففي الليلة التي تنحى فيها مبارك، تعرضت الصحفية المصرية منى الطحاوي والصحفية الجنوب أفريقية لارا لوغان للاعتداءات الجنسية. حيث تعرضت لوغان، مراسلة شبكة CBS، لاعتداء جنسي استمر لمدة 30 دقيقة من قبل حوالي 200 رجل في ميدان التحرير، قبل أن تنقذها مجموعة من النساء المصريات والجنود. تعرضت العديد من الصحفيات للاعتداءات الجماعية في السنوات التالية، مثل الصحفية الفرنسية كارولين سينز في نوفمبر 2011، والصحفية البريطانية ناتاشا سميث في يونيو 2012، والصحفية المصرية هانيا محيب في 25 يناير 2013 إلى جانب 18 امرأة أخرى، وصحفية هولندية في يونيو 2013.
تم توثيق خمسمائة حالة من الاعتداء الجنسي الجماعي بين يونيو 2012 ويونيو 2014. أبلغت مجموعة مناهضة للتحرش تدعى "شفت تحرش" عن أربع حالات في 8 يونيو 2014 وحده خلال احتفالات تنصيب الرئيس عبد الفتاح السيسي، بينما أبلغت مجموعة "أوب أنتي إس إتش" (عملية مكافحة التحرش الجنسي) عن عشر حالات. كتبت صحيفة نيويورك تايمز عن الاحتفالات:
| الاعتداء الجنسي الجماعي في مصر | في بعض الأحيان، كان العنف الجنسي في التجمعات شديد الوضوح لدرجة أن حتى التلفزيون الحكومي لم يتمكن من التعتيم عليه. أثناء إلقاء شاعر قومي قصيدة على المسرح، تعالت صرخات النساء، قاطعة البث المباشر. ومع تصاعد الصيحات، أمسك رجل آخر بالميكروفون وصاح: "يا شباب، أرجوكم ابتعدوا عن الفتيات! الرجال، الشباب، عودوا!" | الاعتداء الجنسي الجماعي في مصر |

### الدليل بالفيديو
ابتداءً من عام 2011 فصاعدًا، بدأت تظهر بانتظام صور لنساء يتعرضن للاعتداء على وسائل التواصل الاجتماعي، بما في ذلك صورة لامرأة في الإسكندرية عام 2011 تُجرَّ على الأرض وتُرفع على أكتاف الرجال. في ديسمبر 2011، ظهر فيديو لامرأة ترتدي "حمالة صدر زرقاء" تُضرب وتُدحرج على يد الجيش في ميدان التحرير، بينما تعرض رجل للاعتداء في نفس الفيديو. ردًا على ذلك، خرجت آلاف النساء إلى الشوارع للاحتجاج.
وفي 8 يونيو 2014، تم تصوير فيديو في ميدان التحرير يظهر امرأة عارية تعرضت للاعتداء الجنسي خلال الاحتفالات بتولي عبد الفتاح السيسي منصب الرئاسة. وأوضح متطوع في مؤسسة أن مئات الأشخاص استولوا على المرأة، مما استغرق 20 دقيقة للشرطة لإخراجها من الحشد. تم القبض على سبعة رجال تتراوح أعمارهم بين 15 و49 عامًا. بعد زيارة الرئيس للمرأة في المستشفى، طلبت الحكومة المصرية من يوتيوب إزالة الفيديو، وقال متحدث رسمي إن الطلب جاء بناءً على رغبة المرأة. استجاب يوتيوب بإزالة النسخ التي تحتوي على تفاصيل يمكن أن تحدد هوية الضحية.

## الحراك المضاد
شهدت تلك الفترة صعود حركة مضادة تقودها منظمات غير حكومية وجماعات نسائية. في أعقاب العدد الكبير من الاعتداءات التي وقعت في 25 يناير 2013، اجتمعت مجموعة من النساء في مقهى ريش بشارع طلعت حرب، القريب من ميدان التحرير، وقررن مشاركة قصصهن علنًا. بدورها، خصصت الصحفية والإعلامية لميس الحديدي حلقة كاملة من برنامجها لمناقشة هذه الاعتداءات، معربة عن أسفها لعدم تسليط الضوء عليها في وقت سابق.

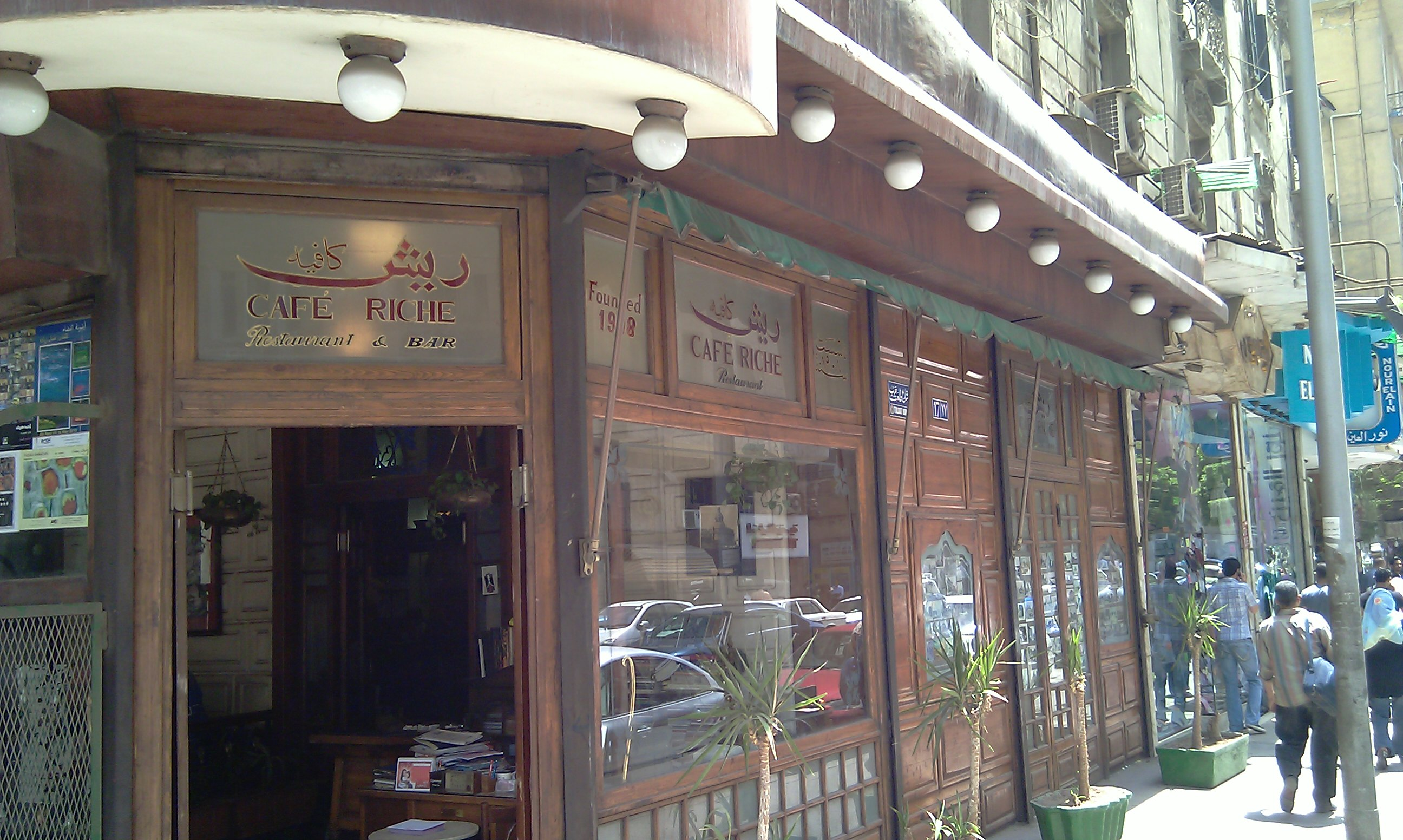
مقهى ريش في القاهرة حيث أقيم اجتماع في شهر يناير عام 2013 للنساء اللواتي قررن التحدث عن ما وقع لهن من اعتداء جنسي

لم تُكلل المحاولة الأولى لتعديل القانون بالنجاح، رغم دعمها من قبل عمرو حمزاوي، حيث أصر الحزب الحاكم على تحميل النساء المشاركات في التجمعات مسؤولية ما يتعرضن له من اعتداءات.
وفي مارس 2013، رفضت جماعة الإخوان المسلمين إعلان الأمم المتحدة بشأن القضاء على العنف ضد المرأة، مدعية أنه سيؤدي إلى "تفكك المجتمع". لكن التعديلات القانونية جاءت لاحقًا، بعد تعرض طالبة بكلية الحقوق في جامعة القاهرة لاعتداء جنسي من قبل حشد كبير من الرجال داخل الحرم الجامعي في مارس 2014، مما استدعى تدخل حراس الأمن لمساعدتها على الخروج بأمان.
وصفت صحيفة إيجيبشن ستريتس الاهتمام الذي أثارته قضية الاغتصاب الجماعي في أحد فنادق القاهرة عام 2014 بأنه يمثل لحظة "#أنا_أيضًا" في مصر. وتعود القضية إلى حادثة اغتصاب تعرضت لها شابة تم تخديرها من قبل مجموعة من الشبان المنتمين إلى عائلات ثرية. أثارت القضية ضجة كبيرة على وسائل التواصل الاجتماعي وفي وسائل الإعلام، مما أسفر عن تسليم ثلاثة من المتهمين من لبنان إلى مصر في سبتمبر 2020.

## مقارنات بالاعتداءات خارج مصر
أثارت الاعتداءات الجنسية في مصر، إلى جانب انتشار مصطلح "التحرش" باللغة العربية، اهتمامًا عالميًا في عام 2016، عندما أبلغت نساء في أوروبا عن تعرضهن لاعتداءات جنسية من قبل مجموعات من الرجال من أصول شمال أفريقية خلال احتفالات رأس السنة الجديدة. وقارنت الشرطة الألمانية هذه الحوادث بالاعتداءات الجنسية الجماعية التي وقعت في مصر.

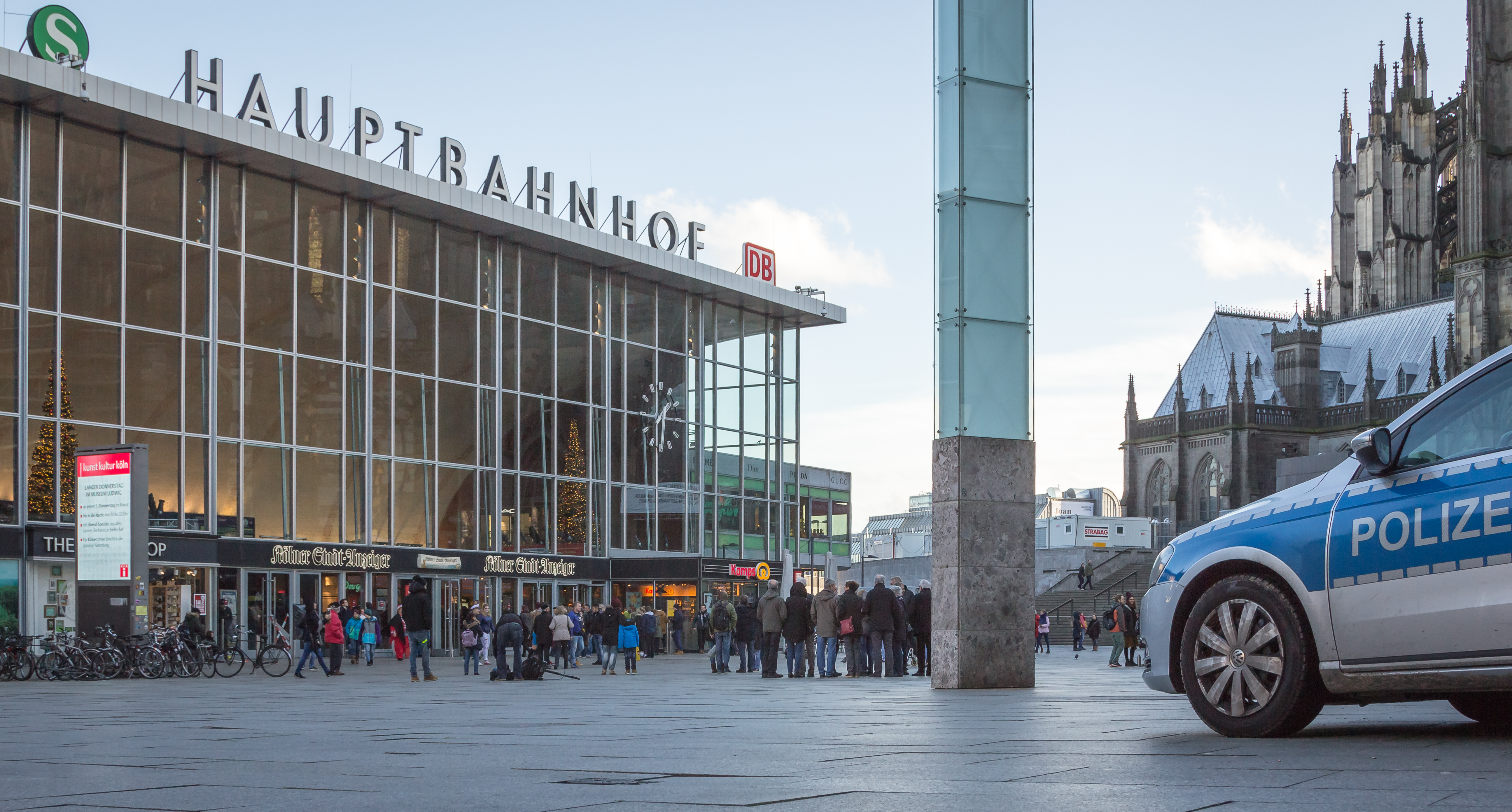
محطة القطار الرئيسية في كولونيا، حيث أفادت مئات النساء عن تعرضهن لاعتداءات جنسية في ليلة رأس السنة 2016

كانت مدينة كولونيا الألمانية الأكثر تضررًا، حيث قدمت 359 امرأة شكاوى تتعلق باعتداءات جنسية، لكن وقائع مماثلة سُجلت أيضًا في برلين، ودوسلدورف، وفرانكفورت، وهامبورغ، وشتوتغارت، إضافة إلى سالزبورغ في النمسا، وهلسنكي في فنلندا، وكالمار ومالمو في السويد، وزيورخ في سويسرا. كما أدت التغطية الإعلامية إلى الكشف عن مزاعم بحدوث اعتداءات مماثلة خلال مهرجان "We Are Sthlm" الموسيقي في ستوكهولم عامي 2014 و2015، لكنها لم تُكشف في حينها.
وفقًا لتقرير حكومي محلي في ألمانيا، رأت الشرطة الفيدرالية الألمانية أن هذه الاعتداءات تشبه "التحرش الجماعي في الحشود"، وهي ممارسة أفادت التقارير الإعلامية بحدوثها في بعض الدول العربية، لا سيما خلال الثورة المصرية. وفي 10 يناير 2016، نشرت صحيفة "دي فيلت" الألمانية مقالًا بعنوان "ظاهرة 'التحرش الجماعي' وصلت إلى ألمانيا". ومع ذلك، كتب دان هيتشنز في مجلة سبكتاتور أن الاعتداء الجنسي الجماعي كان ظاهرة مصرية أكثر من كونه سمة عامة للعالم العربي، معتبرًا أن الربط بين هذه الحوادث والاعتداءات في أوروبا كان "مبالغًا فيه".